# نیژنیه لابکوماخی
نیژنیه لابکوماخی (به لاتین: Nizhneye Labkomakhi) یک منطقهٔ مسکونی در روسیه است که در شهرستان لواشینسکی واقع شده‌است.